# Colin Oates
Colin Stephen Oates (ur. 7 czerwca 1983) – brytyjski judoka. Dwukrotny olimpijczyk. Zajął siódme miejsce w Londynie 2012 i siedemnaste w Rio de Janeiro 2016. Walczył w wadze półlekkiej.
Piąty na mistrzostwach świata w 2011; uczestnik zawodów w 2005, 2009, 2010, 2013, 2014 i 2015. Startował w Pucharze Świata w latach 2005-2011 i 2013. Triumfator igrzysk Wspólnoty Narodów w 2014, gdzie reprezentował Anglię. Srebrny medalista mistrzostw Europy w 2016 i brązowy w 2011. Wygrał mistrzostwa Wspólnoty Narodów w 2006 roku.

## Letnie Igrzyska Olimpijskie 2012
| Konkurencja | Eliminacje             | Eliminacje                         | Eliminacje                    | Repasaże           | Klas. końcowa |
| Konkurencja | Przeciwnik I           | Przeciwnik II                      | 1/4                           | Przeciwnik I       | Miejsce       |
| ----------- | ---------------------- | ---------------------------------- | ----------------------------- | ------------------ | ------------- |
| 66 kg       | Ivo Dos Santos (AUS) Z | Chaszbaataryn Cagaanbaatar (MGL) Z | Lasza Szawdatuaszwili (GEO) P | Cho Jun-ho (KOR) P | 7.            |

## Letnie Igrzyska Olimpijskie 2016
| Konkurencja | Eliminacje               | Klas. końcowa |
| Konkurencja | Przeciwnik I             | Miejsce       |
| ----------- | ------------------------ | ------------- |
| 66 kg       | Kilian Le Blouch (FRA) P | 17.           |